# Wołomin
Wołomin (dříve Wołumin) je město v Polsku v Mazovském vojvodství, sídlo okresu Wołomin, ležící ve varšavské aglomeraci. Wołomin se nachází přibližně 20 km východně od Varšavy, hlavního města Polska, blízko železniční tratě vedoucí do Bělostoku. V roce 2024 zde žilo 35 620 obyvatel.
V 90. letech a v prvním desetiletí 21. století bylo město známé díky tzv. „Wołominské mafii“, jedné ze dvou hlavních organizovaných zločineckých skupin v Polsku.

## Historie
Wołomin byl poprvé zmíněn v kronikách z 15. století. Po dlouhou dobu zůstal malou vesnicí v centrální oblasti Mazovska bez většího významu. Od 19. století, a zejména po založení železnice v roce 1862, se Wołomin stal oblíbeným letním rekreačním místem obyvatel Varšavy. Na počátku 20. století zde byla založena sklářská huť.
Wołomin byl povýšen na město v roce 1919 po obnovení polské státnosti. V roce 1920 se v blízkosti Wołomina odehrála polská protiofenzíva během bitvy o Varšavu. Mezi dvěma světovými válkami si město udrželo status mnohonárodnostního sídla s početnou židovskou a ruskou menšinou. Polská spisovatelka Zofia Nałkowska měla ve Wołominu dům, který se stal inspirací pro její knihu z roku 1925 „Dům nad loukami“ (polsky: Dom nad łąkami).

### Druhá světová válka
Na začátku druhé světové války byl Wołomin bombardován německým letectvem. Na pozemí města nedošlo k větším pozemním bojům, ale pravidelně zde probíhaly letecké souboje mezi německými a polskými letadly z letiště v Zielonce. Do boje proti Němcům se zapojilo 157 vojáků z Wołomina, z nichž mnoho padlo a ostatní byli zajati. Německé jednotky Wołomin obsadily 14. září 1939. Několik aktivistů předválečných polských společenských organizací bylo Němci posláno do koncentračních táborů.
V průběhu okupace vzniklo ve Wołominu odbojové hnutí založené na skautských a národních organizacích, které bylo později podřízeno organizaci Narodowe Siły Zbrojne.
Židé z Wołomina byli během druhé světové války nuceni žít v ghettu, které zřídila nacistická správa 15. listopadu 1940 podél železniční trati mezi ulicemi Kobyłka, Wspólna, Wiejska, Glinka a Cementowa. V ghettu žilo přibližně 2700 osob, včetně židovských vysídlenců z jiných míst. Judenrat sídlil v budově na adrese Nałkowskiego 17. Deportace do vyhlazovacího tábora Treblinka začaly 19. srpna 1942 a ghetto bylo zlikvidováno 6. října 1942. Několik stovek osob (různé zdroje uvádějí 416–620) bylo v ghettu zastřeleno, včetně mnoha starých a nemocných lidí, jejichž těla byla pohřbena v hromadném hrobě u silnice J. Korsaka. Někteří Židé byli deportováni do Varšavského ghetta, kde byli využíváni jako nucená pracovní síla a později zavražděni během akce Grossaktion Warsaw (Masová likvidace ve Varšavském ghettu).
V roce 1944 se poblíž Wołomina odehrála významná bitva mezi sovětskými obrněnými jednotkami a německým 39. tankovým sborem. Sovětské ztráty byly vysoké a Rudá armáda byla nucena ustoupit. Většina ruské menšiny před příchodem Rudé armády uprchla na západ.

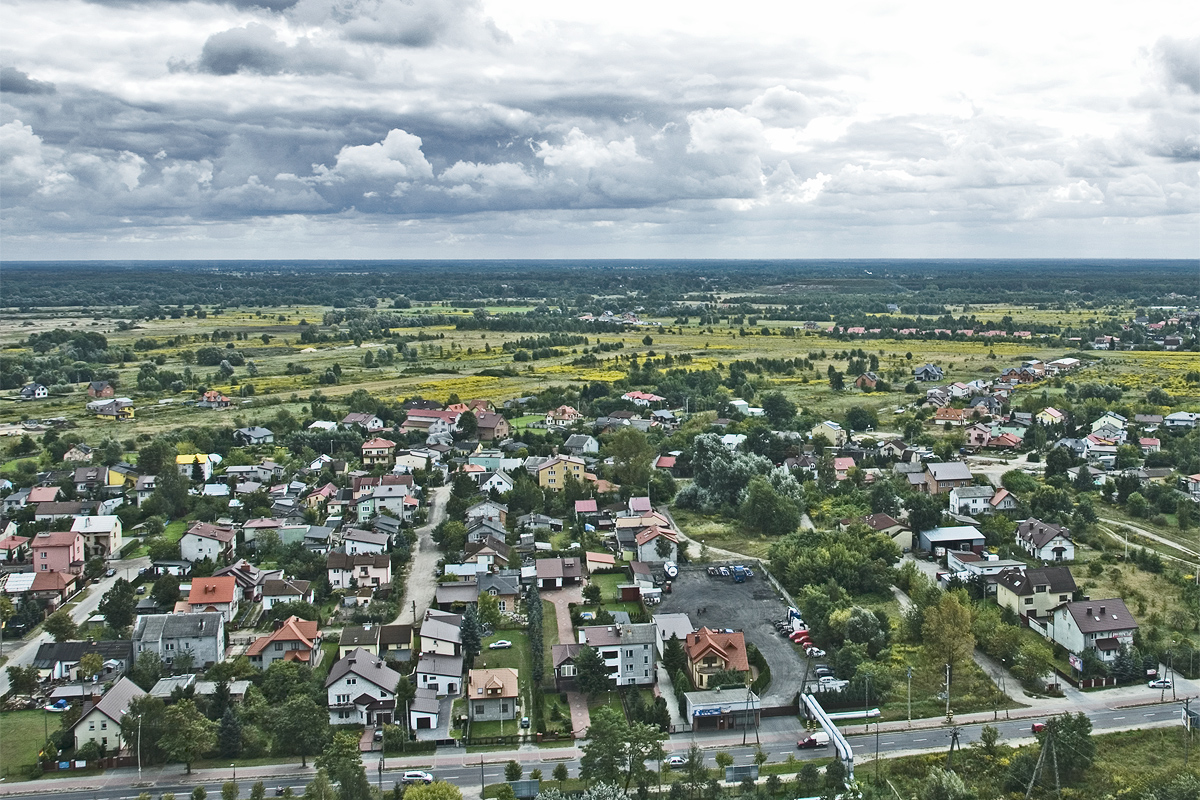
Pohled z komína teplárny ZEC Wołomin

### Poválečná historie
Po válce se Wołomin stal sídlem okresu Wołomin a začal rychle růst. Byla zde založena továrna na výrobu okenních rámů a Wołomin se brzy stal předměstím Varšavy. I dnes většina obyvatel města denně dojíždí do Varšavy.
Po roce 1989 byly sklářské závody ve Wołominu dočasně uzavřeny v době hospodářské recese. Technologie výroby tepelně odolného skla, vyvinutá v tomto závodě, však umožnila obnovit výrobu a podnik se pod novým vedením zotavil.

## Partnerská města
- Csepel[5], Maďarsko
- Salerno, Itálie
- Yeşilyurt, Turecko